# Eriocottis flavicephalana
Eriocottis flavicephalana är en fjärilsart som beskrevs av Syuti Issiki 1930. Eriocottis flavicephalana ingår i släktet Eriocottis och familjen Eriocottidae. Inga underarter finns listade i Catalogue of Life.